# Pegomya steini
Pegomya steini este o specie de muște din genul Pegomya, familia Anthomyiidae. A fost descrisă pentru prima dată de Friedrich Georg Hendel în anul 1925. Conform Catalogue of Life specia Pegomya steini nu are subspecii cunoscute.